# Ramularia grevilleana

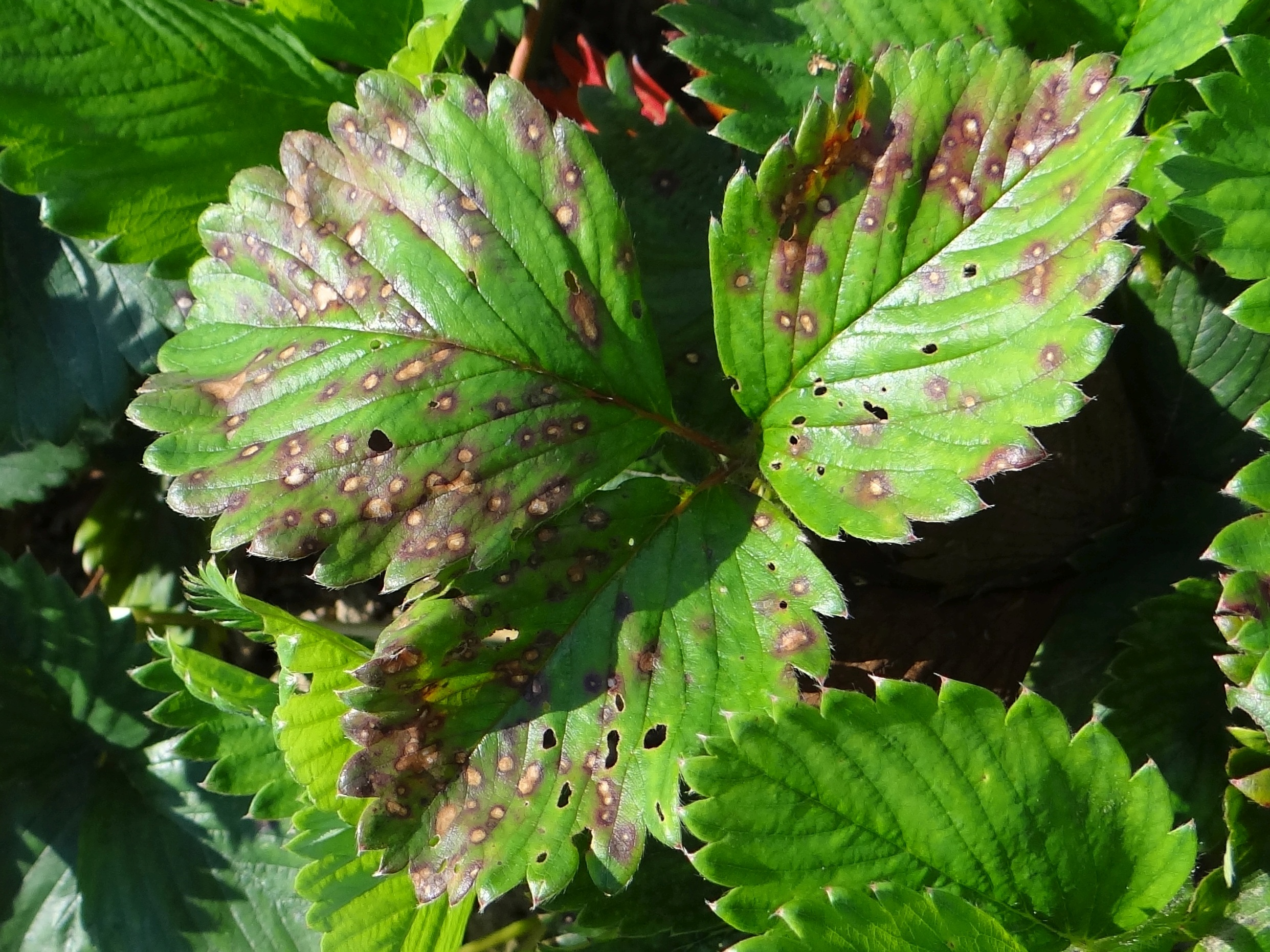
Plamy na liściach truskawki w miejscach rozwoju grzybni patogena

Ramularia grevilleana (Tul. & C. Tul. ex Oudem.) Jørst. – gatunek grzybów z klasy Dothideomycetes. U truskawek i poziomek wywołuje chorobę o nazwie biała plamistość liści truskawki.

## Systematyka i nazewnictwo
Pozycja w klasyfikacji według Index Fungorum: Ramularia, Mycosphaerellaceae, Capnodiales, Dothideomycetidae, Dothideomycetes, Pezizomycotina, Ascomycota, Fungi.
Po raz pierwszy takson ten zdiagnozowali w 1873 r. Louis René Tulasne i Cornelius Anton Jan Abraham Oudemans nadając mu nazwę Cylindrosporium grevilleanum. Do rodzaju Ramularia przeniósł go Pier Andrea Saccardo w 1886 r. Obecną, uznaną przez Index Fungorum nazwę nadał mu w 1945 r. Ivar Jørstad.
Jest anamorfą Mycosphaerella sp.
Synonimy:

- Cylindrosporium grevilleanum Tul. & C. Tul. 1863
- Cylindrosporium grevilleanum Oudem. 1873
- Isariopsis grevilleana (Oudem.) J. Schröt. 1897
- Mycosphaerella fragariae (Oudem.) Lindau 1897
- Ramularia arvensis var. cercosporelloides U. Braun & Rogerson 1993
- Ramularia grevilleana var. cercosporelloides (U. Braun & Rogerson) U. Braun 1998
- Ramularia grevilleana (Oudem.) Jørst. 1945 var. grevilleana
- Ramularia tulasnei Sacc. 1886
- Ramularia tulasnei var. fragariae-vescae C. Massal. 1908
- Ramularia tulasnei Sacc. 1886 var. tulasnei
- Sphaerella fragariae (Tul. & C. Tul.) Sacc. 1882
- Sphaeria fragariae Tul. & C. Tul. 1856
- Stigmatea fragariae Tul. & C. Tul. 1863[3].

## Cykl rozwojowy
Pasożyt obligatoryjny i saprotrof. Jego grzybnia rozwija się w tkance miękiszowej żywych liści i wytwarza pęczki konidioforów, które poprzez aparaty szparkowe wystają na zewnątrz. Na szczytach konidioforów powstają bezpłciowo zarodniki konidialne. Przy sprzyjającej, czyli wilgotnej pogodzie zarodniki te dokonują infekcji wtórnej na sąsiednich roślinach na plantacji. Przenoszone są przez krople deszczu. Jesienią, a także podczas cieplejszych okresów w zimie grzyb tworzy na obumarłych liściach pseudosklerocja, na których wiosną znów wytwarzane są zarodniki konidialne. Rzadko natomiast obserwowane jest rozmnażanie płciowe. Na obumarłych liściach wytwarzane są pseudotecja z workami, w których powstają zarodniki płciowe – askospory.
Grzyb zimuje głównie jako saprotrof w postaci pseudosklerocjów. Powstające w nich konidia dokonują infekcji pierwotnej. Czasami infekcji takiej dokonują również askospory, ale ze względu na rzadkość ich powstawania ich rola w zakażaniu roślin jest znikoma.

## Morfologia
Strzępki bezbarwne, z przegrodami, słabo rozgałęzione, o szerokości 1–4 μm, tworzące małe do umiarkowanie dużych grzybni o średnicy 10–50 μm. Konidiofory w małych lub umiarkowanie licznych skupiskach, luźne lub gęste, proste do kolankowatych. Mają grubość 1,5–5(6) μm i długość 10–40(50) μm, bardzo rzadko więcej. Są bezbarwne i gładkie, bez przegród, lub z nielicznymi przegrodami. Blizny po oderwaniu się zarodników ciemniejsze.
Konidia powstają pojedynczo lub w krótkich łańcuszkach, czasami rozgałęzionych. Są cylindryczne, bezbarwne, 1–3 komórkowe, mają rozmiar 15–45 × 2,5–4,5 μm i niemal gładką powierzchnię.
Pseudoskleroty mają średnicę do 1 mm, są kuliste, złożone są ze zniszczonej przez grzyba tkanki roślin przerośniętej grzybnią.
Pseudotecja są kuliste, brunatne, mają szerokie ujście, nieco wypukłe dno i rozmiar 150–180 × 140–170 μm. Worki buławkowate, dwutunikowe o wymiarach 35–45 × 7–10 μm. Askospory oliwkowe i dwukomórkowe, przy czym górna komórka jest nieco większa od dolnej. Mają rozmiar 13–15 × 3–4 μm.